# Corton Denham
Corton Denham est une paroisse civile et un village du Somerset, en Angleterre.